# Mirbud
Mirbud S.A. – polskie przedsiębiorstwo budowlane działające głównie jako generalny wykonawca lub generalny realizator we wszystkich segmentach budownictwa. 

## Charakterystyka
Specjalizuje się w realizacji obiektów przemysłowych, obiektów użyteczności publicznej, centrów logistycznych i handlowych, jak również w budownictwie mieszkaniowym.
Mirbud zatrudnia około 400 pracowników, w tym kadrę inżynierską, posiada również rozwinięty park maszynowy.
W 2008 roku zadania inwestycyjne w zakresie budownictwa mieszkaniowego w systemie deweloperskim przejęła notowana na GPW spółka  – JHM Development S.A.; powstała grupa kapitałowa z jednostką dominująca Mirbud. W 2010 roku profil działalności Grupy Mirbud został poszerzony, dołączyła do niej spółka zależna od JHM Development – Marywilska 44 Sp. z o.o., która jest właścicielem i zarządza największym centrum handlowym w obrębie Warszawy. Grupa rozpoczęła działalność w branży zarządzania halami handlowymi oraz wynajmu powierzchni komercyjnych. W tym samym roku dołączono Przedsiębiorstwo Budowy Dróg i Mostów Kobylarnia S.A., dzięki któremu Grupa powiększyła zakres działania w segmencie wykonawstwa robót drogowych i mostowych oraz produkcji mas bitumicznych. W 2015 roku do grupy kapitałowej dołączyła spółka Expo Mazury S.A. zarządzająca centrum kongresowo-wystawienniczym w Ostródzie.

## Historia
- 1988 – obecny główny akcjonariusz Mirbud S.A. rozpoczął działalność gospodarczą w branży budowlanej.
- 2005 – Mirbud otrzymał certyfikat EN ISO 9001:2000 systemu zarządzania jakością.
- 2006 – zmiana formy własności. Mirbud został spółką akcyjną.
- 2007 – rozpoczęcie budowy nowej siedziby Mirbudu przy ul. Unii Europejskiej 18 w Skierniewicach.
- 2008 – wyodrębnienie ze struktur Mirbudu spółki zależnej – JHM Development Sp. z o.o.
  - 29 grudnia 2008 roku Mirbud S.A. zadebiutował na warszawskiej Giełdzie Papierów Wartościowych.
- 2010 – do Grupy Mirbud dołączyły spółka Marywilska 44 Sp. z o.o. i Przedsiębiorstwo Budowy Dróg i Mostów Sp. z o.o. z Kobylarni.
- 2015 – do grupy kapitałowej dołączyła spółka Expo Mazury zarządzająca centrum kongresowo-wystawienniczym w Ostródzie.

## Wybrane realizacje
- Hotel Double Tree przy Hilton Warsaw
- Siedziba główna Kaufland we Wrocławiu
- Centrum Handlowe „Sukcesja” w Łodzi
- Autostrada A1, odcinek Kowal-Toruń
- Stadion ŁKS w Łodzi z boiskiem oraz trybuną
- Budynek B Centrum Nanotechnologii Politechniki Gdańskiej
- odcinek Suchań – Recz drogi ekspresowej S10 (jako konsorcjum z Kobylarnią)[1]